# Лонгин Сотник
Ло́нгин Со́тник (греч. Λογγῖνος ὁ Ἑκατόνταρχος) — согласно Священному Преданию, римский центурион (сотник), пронзивший копьём бок распятого Иисуса Христа.
Православная церковь почитает Лонгина как мученика и совершает его память 16 октября по юлианскому календарю (29 октября по новому стилю). Католическая церковь совершает его память 15 марта.
Один из приделов храма Гроба Господня в Иерусалиме посвящён святому Лонгину.

## Евангельский сюжет
В Новом Завете эпизод прободения тела Христа копьём содержится только в Евангелии от Иоанна:

Но так как [тогда] была пятница, то Иудеи, дабы не оставить тел на кресте в субботу, — ибо та суббота была день великий, — просили Пилата, чтобы перебить у них голени и снять их. Итак пришли воины, и у первого перебили голени, и у другого, распятого с Ним. Но, придя к Иисусу, как увидели Его уже умершим, не перебили у Него голеней, но один из воинов копьём пронзил Ему рёбра, и тотчас истекла кровь и вода. И видевший засвидетельствовал, и истинно свидетельство его; он знает, что говорит истину, дабы вы поверили. Ибо сие произошло, да сбудется Писание: кость Его да не сокрушится. Также и в другом [месте] Писание говорит: воззрят на Того, Которого пронзили.
— Ин. 19:31—37
Евангелист Марк, не сообщая о прободении тела Христа копьём, сообщает о присутствии на казни римского сотника, сказавшего сразу после смерти Иисуса: «истинно Человек Сей был Сын Божий» (Мк. 15:39). Имя сотника отсутствует в Новом Завете, но упоминается в апокрифах.

## Апокрифические свидетельства
В апокрифической литературе самое раннее упоминание этого эпизода встречается в латинской версии «Деяний Пилата», входящих в Евангелие от Никодима. Пронзивший тело Иисуса римский солдат назван в этом апокрифе по имени: сотник Лонгин. В западном предании он отождествляется с сотником, упоминаемым в Евангелиях от Матфея (27:54), Марка (15:39), и Луки (23:47). Согласно одному из житийных текстов, приписываемых Исихию Иерусалимскому, сотник Лонгин раскаялся и обратился сразу после смерти Иисуса Христа, устрашённый последовавшими за ней затмением и землетрясением, стал проповедником христианства и был убит в Кесарии Каппадокийской в 58 году, откуда, по другим свидетельствам, и был родом.
Одно из самых ранних изображений сцены распятия — миниатюра из Евангелия Рабулы, иллюминированной сирийской рукописи VI века — включает и имя солдата, надписанное над его головой по-гречески в изменённой форме: Логин, ΛΟΓΙΝΟΣ (не исключено, однако, что имя могло быть добавлено в миниатюру позднее).

## Предание
Церковное предание сообщает, что он, кроме того что был в составе стражи при Кресте, охранял и Гроб Господень и был свидетелем воскресения Иисуса Христа. После этого он и некоторые другие воины уверовали во Христа и отказались лжесвидетельствовать о том, что тело Христа выкрали его ученики (см. Стража у гроба).
По преданию, Лонгин страдал катарактой. Во время казни Христа кровь брызнула ему на глаза, и Лонгин исцелился. С этого момента он сам стал христианским подвижником. В качестве христианского великомученика он покровительствует всем страдающим глазными болезнями.
Лонгин отправился с проповедью на свою родину, в Каппадокию (вместе с ним пошли и два других воина). Предание сообщает, что Пилат по убеждению иудейских старейшин направил в Каппадокию воинов с целью убить Лонгина и его сподвижников. Посланный отряд прибыл в родное селение Лонгина; бывший сотник сам вышел навстречу воинам и привёл их в свой дом. За трапезой воины рассказали о своей цели, не зная, что хозяин дома — тот человек, которого они ищут. Тогда Лонгин и его сподвижники назвали себя и просили изумлённых воинов, не смущаясь, исполнить свой воинский долг. Воины хотели отпустить святых и даже советовали им бежать, но сподвижники отказались это сделать, проявив твёрдую волю принять страдания за Христа. Они были обезглавлены, тела погребли в родном селении Лонгина, а головы прислали Пилату, который распорядился бросить их на мусорную свалку. Главы мучеников были обретены слепой женщиной (исцелившейся от прикосновения к ним), которая погребла их в Каппадокии.

### Происхождение имени
Как было отмечено ранее, в книгах Нового Завета имя солдата, пронзившего копьём Тело Христа, вообще не упоминается. Сам эпизод прободения копьём упоминается лишь однажды в Евангелии от Иоанна. Некоторые исследователи считают, что «Лонгин» это не имя, а прозвище, появившееся в результате интерпретации греческого слова λόγχην — «лонхин» (склонение от слова λόγχη, «(остриё) копья, копьё»), которое Евангелист Иоанн использовал в описании прободения Христа во время распятия (Иоан. 19:34). Кроме того, такое прозвище воин мог получить благодаря высокому росту, так как «Лонгин» может быть интерпретацией латинского слова лат. longinus — «длинный, высокий».
Существуют мнения, по которым настоящее имя сотника — Кассий, а полное имя — Гай Кассий Лонгин.

### В православной церкви
Православная церковь почитает Лонгина как мученика. Память мученика Лонгина совершается 29 октября (16 октября по юлианскому календарю).

Мученик Твой, Господи, Лонгин, во страдании своем венец прият нетленный от Тебе, Бога нашего: имеяй бо крепость Твою, мучителей низложи, сокруши и демонов немощныя дерзости. Того молитвами спаси души наша.
— Тропарь мученика Лонгина сотника
На проскомидии при приготовлении Агнца к обязательным действиям относится прободение копием правой стороны Агнца с произнесением евангельских слов о действиях Лонгина при распятии Христа (Ин. 19:34).

### В католической церкви
В средние века почитание святого Лонгина было широко распространено в Западной Европе. Не в последнюю очередь это было вызвано включением истории святого Лонгина в «Золотую Легенду», популярный сборник житий. В настоящее время память святого Лонгина совершается в Католической церкви 15 марта.
Мощи, почитаемые на Западе как мощи святого Лонгина, хранятся в римской церкви святого Августина. В ватиканском соборе Святого Петра хранится наконечник копья Лонгина и установлена статуя святого, созданная Бернини.

## Галерея
- Святой Лонгин
скульптура Дж. Бернини в Соборе святого Петра
- Лонгин, пронзающий грудь Христа
фрагмент фрески Фра Анджелико
- Христос на кресте, три Марии, Евангелист Иоанн и Св. Лонгин
Маттиас Грюневальд
- Святой Лонгин в Бон-Жезуше, Брага, Португалия
- Сотник Лонгин
русская деревянная скульптура, XIX век